# Камелія Петрова
Камелія Петрова (англ. Kameliya Petrova; нар. 2006, Софія, Болгарія)— болгарська гімнастка, що виступає в груповій першості. Чемпіонка Європи в командній першості.

## Результати на турнірах
| Рік  | Змагання         | Команда | ГП | 5 | 3 + 2 |
| ---- | ---------------- | ------- | -- | - | ----- |
| 2022 | Чемпіонат Європи | 1       | 4  | 4 | 6     |
| 2022 | Чемпіонат світу  |         | 1  | 8 | 1     |
| 2023 | Чемпіонат Європи | 1       | 1  |   |       |
| 2023 | Чемпіонат світу  | 1       | 12 |   | 5     |
| 2024 | Чемпіонат Європи | 1       | 1  | 4 | 8     |
| 2024 | Олімпійські ігри |         | 4  |   |       |